# Серест, Луи-Поль де Бранкас
Луи-Поль де Бранкас (фр. Louis-Paul de Brancas; 25 мая 1718 — 1802), герцог де Серест — французский государственный и военный деятель.

## Биография
Младший сын Луи де Бранкаса, маркиза де Сереста, маршала Франции, и Элизабет-Шарлотты-Кандиды де Бранкас.
В детстве был принят в рыцари Мальтийского ордена.
Первоначально был известен как шевалье де Бранкас. Поступил на службу 19 сентября 1733 в мушкетеры. В составе этого корпуса участвовал в осаде Филиппсбурга (1734) и служил в Рейнской армии (1735).
19 апреля 1737 получил роту в Королевском Пьемонтском полку, 28 октября 1739 стал полковником кавалерийского полка своего имени. Командовал им в 1742 году во Фландрской армии, находившейся в обороне, участвовал в битве при Деттингене, служил во Фландрской армии Морица Саксонского (1744).
1 мая 1745 произведен в бригадиры. Сражался в битве при Фонтенуа, участвовал в осадах Турне, Ауденарде, Термонде и Ата.
1 мая 1746 направлен во Фландрскую армию, прикрывал осады Монса, Шарлеруа, Намюра и сражался в битве при Року.
21 февраля 1747, после отставки отца, получил должности губернатора города и цитадели Нанта. В марте принял титул маркиза де Бранкаса, 1 мая назначен во Фландрскую армию, участвовал в битве при Лауфельде.
В 1748 году участвовал в осаде Маастрихта. В декабре был произведен в лагерные маршалы (приказ от 10.05), и оставил полк.
После смерти старшего брата 3 марта 1753 стал грандом Испании 1-го класса, и унаследовал генеральное наместничество в Провансе (1.04).
1 марта 1757 назначен в Германскую армию, участвовал в битве при Хастенбеке, завоевании Ганноверского курфюршества, вернулся после капитуляции Клостерсевена.
1 марта 1758 получил назначение на побережье Нормандии под командование маршала Бель-Иля. Командовал в Байё. 1 мая 1759 снова направлен в Нормандию. 17 декабря 1759 произведен в генерал-лейтенанты. 1 мая 1761 направлен в Рейнскую армию.
7 июня 1767 был пожалован в рыцари орденов короля.
Королевским патентом в 1784 году Луи-Полю был пожалован наследственный титул герцога де Сереста.

## Семья
Жена (9.03.1747): Мари-Анн-Рене-Жаклин Грандом де Жизё, единственная дочь и наследница Рене-Симона Грандома, сеньора де Жизё в Анжу, штатного магистра церемоний Франции, и Мари-Анн де Ламотт. Придворная дама дочерей короля Людовика XV (7.12.1754)
Дети:
- N (6.06.1750—1752), называемый князем Нисаро
- Франсуаза-Рене-Кандида (р. 22.04.1751)

Титулы линии маркизов де Серест после смерти Луи-Поля перешли к линии герцогов де Виллар из дома де Бранкас.